# San Ignacio (Chili)
Pour les articles homonymes, voir San Ignacio.
San Ignacio est une commune du Chili de la Province de Diguillín, elle appartienne à la Région de Ñuble. En 2012, la population de la commune s'élevait à 15 602 habitants. La superficie de la commune est de 364 km2 (densité de 21 hab./km²),.

## Situation
Le territoire de la commune de San Ignacio se situe dans la vallée centrale du Chili et est délimité au sud par le rio Diguillia. La commune est située à 396 kilomètres à vol d'oiseau au sud-sud-ouest de la capitale Santiago et à 34 kilomètres au sud de Chillán capitale de la Province de Ñuble.

## Économie
La principale activité économique est l'agriculture ce qui est reflété par une population qui était encore majoritairement rurale en 2002. Les cultures traditionnelles sont le blé, l'avoine, la betterave et la chicorée. La commune comprend également des vergers qui produisent des framboises et des fraises. Les autres productions sont fournies par l'élevage de moutons et de bovins ainsi que la sylviculture.

Position de San Ignacio (en rouge) au sein de la Région du Biobío.